# Erny-Saint-Julien
Erny-Saint-Julien és un municipi francès situat al departament del Pas de Calais i a la regió dels Alts de França. L'any 2007 tenia 286 habitants.

## Demografia

### Població
El 2007 la població de fet d'Erny-Saint-Julien era de 286 persones. Hi havia 120 famílies de les quals 36 eren unipersonals (20 homes vivint sols i 16 dones vivint soles), 36 parelles sense fills, 40 parelles amb fills i 8 famílies monoparentals amb fills.
La població ha evolucionat segons el següent gràfic:
Habitants censats

### Habitatges
El 2007 hi havia 138 habitatges, 117 eren l'habitatge principal de la família, 8 eren segones residències i 13 estaven desocupats. Tots els 138 habitatges eren cases. Dels 117 habitatges principals, 103 estaven ocupats pels seus propietaris, 8 estaven llogats i ocupats pels llogaters i 6 estaven cedits a títol gratuït; 3 tenien dues cambres, 15 en tenien tres, 32 en tenien quatre i 67 en tenien cinc o més. 79 habitatges disposaven pel capbaix d'una plaça de pàrquing. A 49 habitatges hi havia un automòbil i a 45 n'hi havia dos o més.

### Piràmide de població
La piràmide de població per edats i sexe el 2009 era:
| Homes | Edats   | Dones |
| ----- | ------- | ----- |
| 0     | 95 o +  | 0     |
| 0     | 90 a 94 | 0     |
| 0     | 85 a 89 | 0     |
| 4     | 80 a 84 | 4     |
| 0     | 75 a 79 | 8     |
| 0     | 70 a 74 | 12    |
| 12    | 65 a 69 | 16    |
| 4     | 60 a 64 | 12    |
| 8     | 55 a 59 | 12    |
| 8     | 50 a 54 | 4     |
| 16    | 45 a 49 | 4     |
| 12    | 40 a 44 | 8     |
| 8     | 35 a 39 | 12    |
| 4     | 30 a 34 | 8     |
| 20    | 25 a 29 | 8     |
| 16    | 20 a 24 | 0     |
| 8     | 15 a 19 | 20    |
| 4     | 10 a 14 | 8     |
| 4     | 5 a 9   | 4     |
| 8     | 0 a 4   | 8     |

## Economia
El 2007 la població en edat de treballar era de 170 persones, 116 eren actives i 54 eren inactives. De les 116 persones actives 107 estaven ocupades (70 homes i 37 dones) i 9 estaven aturades (1 home i 8 dones). De les 54 persones inactives 23 estaven jubilades, 11 estaven estudiant i 20 estaven classificades com a «altres inactius».

### Ingressos
El 2009 a Erny-Saint-Julien hi havia 121 unitats fiscals que integraven 309 persones, la mediana anual d'ingressos fiscals per persona era de 13.957,5 €.

### Activitats econòmiques
Dels 5 establiments que hi havia el 2007, 3 eren d'empreses de construcció i 2 d'empreses de serveis.
Dels 3 establiments de servei als particulars que hi havia el 2009, 1 era un paleta i 2 lampisteries.
L'any 2000 a Erny-Saint-Julien hi havia 16 explotacions agrícoles que ocupaven un total de 728 hectàrees.

## Equipaments sanitaris i escolars
El 2009 hi havia una escola elemental.

## Poblacions més properes
El següent diagrama mostra les poblacions més properes.